# Юдео-християни
Юдео-християните са последователи на течение в юдаизма и християнството през I-IV век.
Първите последователи на християнството са последователи на юдаизма, които се отличават от тогавашните евреи главно с приемането на Иисус Христос за Месия. Степента на включване на елементи на юдаизма в новата религия е тема на спорове през първите столетия на християнството, като с времето надделява тенденцията за разграничаване от юдаизма. С превръщането на християнството в държавна религия в Римската империя юдео-християните са подложени на преследвания и много от тях напускат империята.